# Ducato della Bassa Lorena
Il Ducato della Bassa Lorena, o Bassa Lotaringia (detta anche Lothier o Lottier), fu un ducato originario fondato nel 959, dal medievale Regno di Germania, che comprendeva gran parte dei Paesi Bassi (tra cui la Frisia), la parte centrale ed orientale del Belgio, del Lussemburgo e la parte a nord della Renania nonché le parti ad est della regione francese del Nord-Passo di Calais.

## Storia
Il ducato venne creato dall'ex reame della Francia Media, la Lotaringia, sotto re Lotario II. La Lotaringia venne divisa nel corso del IX secolo, riunita sotto Ludovico il Fanciullo col Trattato di Ribemont dell'880 ed alla morte di re Ludovico il Fanciullo della Francia orientalis nel 911 venne unita alla Francia occidentalis sotto re Carlo III il Semplice. Essa andò quindi a formare un ducato di proprio diritto e nel 925 circa, un atto di re Rodolfo di Francia cercò di ripristinarla ma senza successo. Da quel momento la Lotaringia (o Lorena) rimase un ducato originario tedesco e i suoi confini con la Francia non cambiarono per tutto il medioevo.
Nel 959 il figlio di re Enrico, il duca Bruno il Grande, divise la Lotaringia in due ducati: Bassa e Alta Lorena (o Bassa e Alta Lotaringia) e garantì al duca Goffredo I di Mons (Hainaut) il titolo di duca della Bassa Lorena. Le terre di Goffredo erano poste a nord, poco più in basso del fiume Reno, mentre quelle dell'Alta Lorena si trovavano di poco più a sud. Entrambi i ducati costituivano la parte occidentale del Sacro Romano Impero rifondato nella sua interezza dal fratello maggiore di Bruno, l'imperatore Ottone I nel 962.
Entrambi i ducati lorenesi seguirono storie separate: alla morte del figlio di Goffredo il duca Riccardo, la Bassa Lorena venne retta direttamente dall'imperatore sino al 977 quando Ottone II non la infeudò a Carlo, fratello minore esiliato del re Lotario di Francia. La Bassa e l'Alta Lorena vennero ancora una volta brevemente riunite sotto Gothelo I dal 1033 al 1044. Dopo di ciò, il ducato della Bassa Lorena venne posto a margine, mentre l'Alta Lorena iniziò a prendere piede nella storia al punto da divenire nota essa sola come Ducato di Lorena.
Nei decenni successivi il ducato della Bassa Lorena perse la propria importanza e fu poi interessato dai conflitti tra l'imperatore Enrico IV e suo figlio Enrico V: nel 1100 Enrico IV infeudò il conte Enrico di Limburg della Bassa Lorena, il quale venne deposto poco dopo da Enrico V che riuscì a far abdicare suo padre, sostituendolo col conte Goffredo di Lovanio. Alla morte del duca Goffredo III nel 1190, suo figlio il duca Enrico I ereditò il titolo ducale per ordine dell'imperatore Enrico VI durante la Dieta di Schwäbisch Hall. Il Ducato della Bassa Lorena perse quindi la propria autorità territoriale, mentre il restante dei feudi imperiali venne tenuto dai duchi di Brabante e poi chiamato Ducato di Lothier (o Lothryk).